# 硫酸銀(I)
硫酸銀(I)（りゅうさんぎん いち、英: silver(I) sulfate）は、化学式が Ag2SO4 と表される1価の銀の硫酸塩である。斜方晶の無色結晶であり、面心立方格子構造を取る。光や空気にさらされることにより黒ずむが、普通に取り扱う範囲では安定な物質である。水にはわずか (0.796 g/100 ml) に溶ける。

## 製法
銀を酸化作用のある熱濃硫酸に溶解し、溶液を水で希釈すると結晶が沈殿する。
{\displaystyle {\ce {2Ag\ + 3H2SO4 -> 2AgHSO4\ + SO2\ + 2H2O}}}
{\displaystyle {\ce {2AgHSO4 -> Ag2SO4\ + H2SO4}}}
硝酸銀(I)水溶液に、希硫酸または硫酸塩水溶液を加えると、細かい結晶が沈殿する。硫酸銀(I)は商業的にもこの方法で硝酸銀(I)を原料に製造されており、水性沈殿法と呼ばれる。
{\displaystyle {\ce {2Ag^+(aq)\ + SO4^{2-}(aq) -> Ag2SO4}}}
また、硫化銀(I)を空気中、1085度以下で焼成することによっても得ることができる。
{\displaystyle {\ce {Ag2S\ + 2 O2 -> Ag2SO4}}}

## 性質
無色の細かい結晶であり、純度の低いものは光により黒化しやすい。水に対する溶解度は小さいが温水への溶解度は高く、硫酸あるいは硝酸では硫酸水素塩を生じ、アンモニア水にはアンミン錯体を形成して溶解する。この硫酸水素銀は、加水分解によって容易に硫酸銀に戻る。
{\displaystyle {\ce {Ag2SO4 + H^+ <=> 2Ag^+ + HSO4^-}}}
{\displaystyle {\ce {Ag2SO4 + 4 NH3 -> 2[Ag(NH3)2]^+ + SO4^{2-}}}}
水に対する溶解度積は以下の通りである。
{\displaystyle {\ce {Ag2SO4 <=> 2Ag^+(aq) + SO4^{2-}(aq) ,}}}　{\displaystyle K_{\rm {sp}}=1.2\times 10^{-5}}

## 用途
硫酸銀(I)は溶解度が中程度の銀供給源として合成試薬や触媒、写真、抗菌材料など様々な用途に用いられる。例えば、ポリスチレンをスルホン化する際の反応触媒や、銀の抗菌性を利用した創傷被覆材、硫酸銀が光に晒されると黒変することを利用した白髪染めなどに用いられている。
銀精錬の古典的な手法として、粗銀中に不純物として含まれる金や銅から銀を分離抽出するために硫酸銀(I)の硫酸への溶解性が利用されていた。すなわち、金などの貴金属は硫酸と反応しないため濃硫酸には溶解せず、銅は硫酸と反応して硫酸銅(II)になるものの硫酸銅(II)の硫酸への溶解度が極めて低いため、銀のみが硫酸銀となって濃硫酸に溶解することで分離抽出される。
化学分析においては、化学的酸素要求量（COD）を分析する際に妨害元素となる塩素をマスキングするための銀イオン源として用いられる。これは、硫酸銀(I)中の銀イオンが塩素と反応して不溶性の塩化銀(I)となることを利用したものである。また、塩素の除去に使用されずに残存した過剰の銀イオンは、COD成分の分解に対して触媒的な作用を示しCOD成分の酸化を促進することが知られている。
銀メッキには通常、シアン化銀が利用されるが、毒性の強いシアンを使わない銀メッキ浴として、硫酸銀を利用した銀メッキ法が研究されている。しかしながら、硫酸銀ではまだシアン化銀浴ほどの質の高いメッキ層を形成できていない。

## 毒性および規制

GHSシンボル

硫酸銀(I)に対する有害性はデータがほとんどないが、硫酸塩であることに起因して皮膚や目、気道に対する刺激性があるのではないかと疑われている。また、硫酸銀(I)そのものに対する報告ではないものの、銀化合物に共通する有害性として、長期間の暴露によって銀皮症が引き起こされることが報告されている。水生生物に対しては非常に強い毒性を示す。
水生生物に対する毒性からGHSにおいて水生環境有害性（急性および慢性）の区分1に分類されており、環境への放出を避けることが勧告されている。また、日本の法令では毒物及び劇物取締法により無機銀塩類として劇物に指定されている。